# Лаврадор, Жуан Фернандеш
Жуа́н Ферна́ндеш Лаврадо́р (порт. João Fernandes Lavrador, [ʒuˈɐ̃w̃ fɨɾˈnɐ̃ðɨʃ lɐvɾɐˈðoɾ]) — португальский навигатор, в честь которого назван полуостров Лабрадор, Канада. 
Точное место рождения неизвестно.
В 1498 году Фернандеш получил патент от короля Мануэла I на исследование той части Атлантического океана, которая подпадала под Тордесильясский договор.
В 1498 году Фернандеш вместе с Перу Ди Барселушем, первым увидел землю, названную впоследствии Лабрадор. Лаврадор также нанёс на карты северо-западное побережье Гренландии и прилежащей северо-восточной части Северной Америки.
В 1532 году на карте Вольфенбюттеля (возможно, работа Диогу Рибейру) берег Гренландии подписан следующими словами:

Так как первым увидел фермер с Азорских островов, это название сохранилось за этой страной.
Первые несколько десятилетий XVI века это название употреблялось для берегов Гренландии. Со временем название переместилось к югу и стало обозначать полуостров Лабрадор, ранее называвшийся Terra Corterialis.
После возвращения из экспедиции в Гренландию и Северную Америку Лаврадор прибыл в Бристоль, где от короля Генриха VII получил в 1501 патент на исследования новых земель. После отбытия из Англии в этом же году о нём ничего не известно.
Фернандеш получил право на владение большей частью открытых им земель, став, таким образом, одним из первых европейских землевладельцев в Америке.